# 布索伦戈
布索伦戈（義大利語：Bussolengo），是意大利威尼托大区维罗纳省的一个市镇。总面积24.28平方公里，人口19574人，人口密度806.2人/平方公里（2009年）。国家统计（ISTAT）代码为023015。

## 友好城市
- 德国下奥尔姆 1984年